# Rob Jetten
Rob Arnoldus Adrianus Jetten (ur. 25 marca 1987 w miejscowości Veghel) – holenderski polityk i samorządowiec, poseł do Tweede Kamer, w latach 2022–2024 minister, w 2024 również wicepremier, od 2023 lider Demokratów 66.

## Życiorys
Absolwent Uniwersytetu im. Radbouda w Nijmegen. Dołączył do socjalliberalnej partii Demokraci 66, w trakcie studiów kierował jej organizacją młodzieżową Jonge Democraten. W latach 2013–2017 pracował w ProRail, rządowej agencji zajmującej się infrastrukturą kolejową.
Od 2010 zasiadał w radzie miejskiej w Nijmegen. W wyborach w 2017 uzyskał mandat posła do Tweede Kamer. W październiku 2018, po rezygnacji Alexandra Pechtolda z funkcji partyjnych, został nowym przewodniczącym frakcji poselskiej Demokratów 66. Z powodzeniem ubiegał się o poselską reelekcję w 2021 i 2023.
W styczniu 2022 w czwartym gabinecie Marka Ruttego objął stanowisko ministra bez teki ds. klimatu i energii. W sierpniu 2023 został liderem politycznym swojego ugrupowania. W styczniu 2024 powołano go dodatkowo na funkcję wicepremiera (w miejsce Sigrid Kaag). Funkcję rządowe sprawował do lipca tegoż roku.

## Życie prywatne
Jest jawnym gejem.